# Trench
Trench – piąty album studyjny amerykańskiego duetu muzycznego Twenty One Pilots, wydany 5 października 2018 roku.
Album w Polsce uzyskał status platynowej płyty.

## Tło i nagrywanie albumu
Oficjalna strona zespołu opublikowała serię zdjęć przedstawiających zamykające się oko wraz z kilkoma tekstami z piosenek Polarize, Oh Ms. Believer, Slowtown, Truce, Kitchen Sink, Message Man i Car Radio. To zainicjowało całoroczną przerwę w mediach społecznościowych zespołu zarówno na ich oficjalnych, jak i osobistych kontach.
Pierwsza aktywność zespołu miała miejsce 6 lipca 2018 roku, poprzez e-mail z biuletynem dla subskrybentów zawierającym zdanie ARE YOU STILL SLEEPING?. Treść wiadomości e-mail wyświetlała zdjęcie żółtego oka, lekko otwartego, z migającymi obrazami w środku. Zespół powrócił do mediów społecznościowych w dniu 9 lipca, upubliczniając film z tym samym okiem, otwartym w połowie. 11 lipca 2018 roku zespół wydał dwie nowe piosenki Jumpsuit wraz z teledyskiem oraz Nico and the Niners. Zespół określił przy tym datę wydania swojego piątego studyjnego albumu Trench na 5 października 2018 roku oraz nową światową trasę koncertową, zatytułowaną The Bandito Tour, która rozpoczęła się 16 października. Album jest drugim koncepcyjnym krążkiem duetu, chociaż ten album można zakwalifikować do kręgu płyt tego typu bardziej, aniżeli jego poprzednik - Blurryface (2015). Jest to również pierwszy album, na którym pracowali tylko we dwoje; nikt nie śpiewał w chórkach, ani nikt nie zagrał na żadnym dodatkowym instrumencie (oprócz Josha Duna, który zagrał czasem na trąbce i wystąpił czasem w chórkach).

## Styl i tematyka albumu
Podobnie, jak w przypadku dwu poprzednich albumów duetu (Vessel, Blurryface), muzycy znowu eksperymentowali ze stylami muzycznymi. Zaczynając od hardrockowego Jumpsuit i reggae rockowego Morph z jazzową gitarą przez rhythm and bluesowe Smithereens i psychodeliczny Nico and the Niners kończąc na Bandito zaliczającym się do gatunku indietronica i powolnej balladzie z elementami rocka elektronicznego Leave The City. Tematyka utworów jest bardziej ściśle związana "utwór po utworze", aniżeli miało to miejsce na Blurryface; jednak tym razem są to utwory bardziej dotyczące zdrowia mentalnego, zwątpienia, śmierci osób bliskich, a nawet próby samobójstwa.

## Lista utworów
| Nr  | Tytuł utworu          | Długość |
| --- | --------------------- | ------- |
| 1.  | „Jumpsuit”            | 3:58    |
| 2.  | „Levitate”            | 2:25    |
| 3.  | „Morph”               | 4:19    |
| 4.  | „My Blood”            | 3:49    |
| 5.  | „Chlorine”            | 5:24    |
| 6.  | „Smithereens”         | 2:57    |
| 7.  | „Neon Gravestones”    | 4:00    |
| 8.  | „The Hype”            | 4:25    |
| 9.  | „Nico and the Niners” | 3:45    |
| 10. | „Cut My Lip”          | 4:43    |
| 11. | „Bandito”             | 5:31    |
| 12. | „Pet Cheetah”         | 3:18    |
| 13. | „Legend”              | 2:53    |
| 14. | „Leave The City”      | 4:40    |
|     |                       | 56:07   |

## Zespół
- Tyler Joseph - wokale, gitara, pianino, gitara basowa, syntezatory, ukulele, keyboardy, programowanie
- Josh Dun - perkusja, instrumenty perkusyjne, trąbka, chorki